# 시안 Y-20
시안 Y-20 (运-20; Yun-20) 은 중화인민공화국에서 개발한 220톤의 대형 제트 전략수송기이다.
2006년부터 중국항공공업에 의해서 개발이 시작되었다.
2013년 1월 26일 중국 북서부 시안의 옌량 공군 기지에서 초도비행을 성공했다.
2016년 7월 6일에 실전배치함으로써 운용하기 시작했다.
Y-20을 제작한 중국항공공업그룹은 2013년 2월 3일 자체 행사를 열고 J-15와 Y-20 개발을 지휘한 쑨충(孫聰) 부총공정사와 탕창훙(唐長紅) 총설계사에게 '중국항공공업그룹 자주창신 선진 인재'라는 칭호와 함께 150만위안(약 2억6천만원)씩의 상금을 지급했다.
중국은 2021년 기준으로 24대의 195톤 일류신 Il-76을 러시아에서 수입해 사용중이다. Y-20은 일류신 76의 중국산이라고 볼 수 있다. 이것은 미국의 265톤 C-17 글로브마스터III에 해당한다.

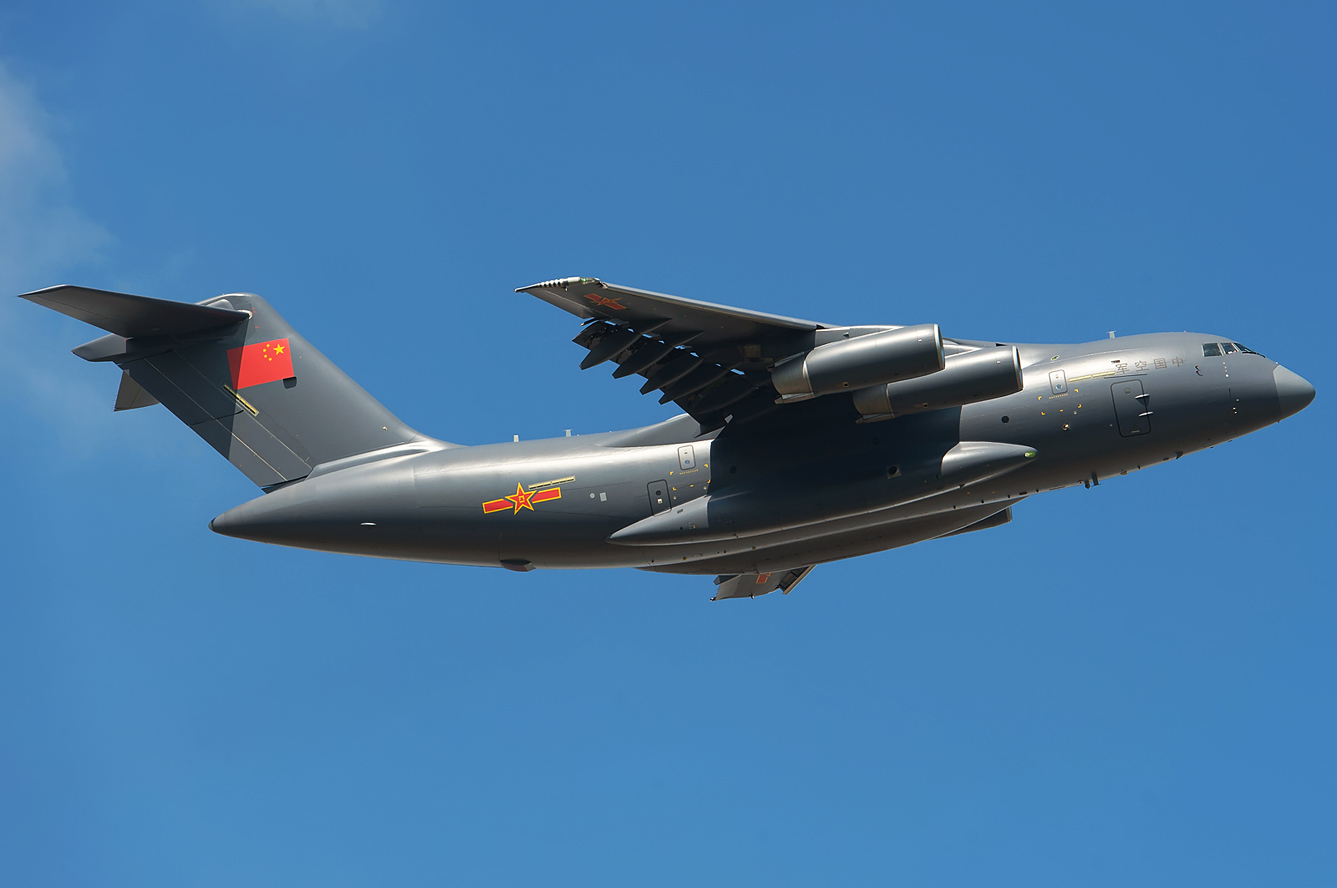
중국 인민해방군 공군 소속 Y-20 수송기

## 파생형
Y-20A: 솔로비예프 D-30KP-2 엔진을 장착한 기존 버전이다.
Y-20 aerial tanker: Y-20의 공중 급유 버전으로 현재 개발 중이다. IL-78과 비슷하게 약 90톤의 연료를 공급할 수 있을 것으로 계획되어 있다.
Y-20 AEW: Y-20의 공중 조기 경보 통제 버전으로 현재 개발 중이다.

## 제원
일반 특성
- 승무원: 3: pilot, copilot & load master
- 화물탑재량: 66 tonnes[6] (145,505 lb)
- 길이: 47 m[7] (154.2 ft)
- 날개폭: 45 m[8] ~ 50 m[7] (147 ft ~ 164 ft)
- 높이: 15 m (49.2 ft)
- 날개면적: 330 m² (3337 ft²)
- 공허중량: 100,000 kg (220,400 lb)
- 최대이륙중량: 220,000 kg (485,000 lb)
- 엔진: 4× Soloviev D-30KP-2 or WS-18, in the future WS-20 turbofans

성능
- 순항속도: Mach 0.75 (918 km/h)
- 항속거리: 4,500 km with max payload (2,430 nmi, 2796 mi)
- 상승한도: 13,000 m (42,700 ft)
- 최대 날개하중: 710 kg/m² (145 lb/ft²)

## 같이 보기
- C-17